# تسخیر امپراتوری آشور توسط پادشاهی ماد و امپراتوری بابل
تسخیر امپراتوری آشور توسط پادشاهی ماد و امپراتوری بابل نو آخرین جنگی بود که امپراتوری آشوری نو، بین سال‌های ۶۲۶ تا ۶۰۹ پ. م انجام داد.
پادشاه جدید آشور، سین-شر-ایشکون (۶۳۱–۶۲۷ پ. م) با موفقیت در مقابل برادرش آشور-اتیل-ایلنی (۶۳۱–۶۲۷ پ. م) توانست بر تخت پادشاهی تکیه بزند اما طولی نکشید که با شورش یکی از سرداران ارشد برادرش، سین-شومو-لیشیر روبرو شد، که تلاش کرد تاج و تخت را برای خود غصب کند. هر چند این تهدید نسبتاً به سرعت پاسخ داده شده و به آن رسیدگی شد، اما بی‌ثباتی ناشی از جنگ داخلی این امکان را برای یکی دیگر، آماده می‌کند نبوپلسر (۶۲۶–۶۰۵ پ. م)، برای برخاستن و به دست گرفتن قدرت در بابل. ناتوانی سین-شر-ایشکون در شکست دادن نبوپلسر، علی‌رغم تلاش‌های مکرر در طول چندین سال، به نبوپلسر اجازه داد تا قدرت را تحکیم و امپراتوری بابل نو را تشکیل دهد و استقلال بابل را پس از بیش از یک قرن حکومت آشور بازگرداند. امپراتوری بابل نو با پادشاهی ماد تحت پادشاهی هووخشتره (۶۲۵–۵۸۵ پ. م) متحد شده و سپس به قلب آشور حمله کرد. در سال ۶۱۴ پ. م، پادشاهی ماد، آشور، قلب تشریفاتی و مذهبی امپراتوری آشور را تصرف و اشغال کرد و در سال ۶۱۲ پ. م ارتش‌های متحد آن‌ها به نینوا، پایتخت آشور حمله کرده و آن را با خاک یکسان کردند. سرنوشت سین-شر-ایشکون مشخص نیست اما فرض بر این است که وی در دفاع از پایتخت خود درگذشت. برادرش آشور-اوبالیت دوم جانشین وی شد (۶۱۲–۶۰۹ پ. م)، که آخرین چیزی را که از ارتش آشور باقی مانده بود در شهر حران جمع کرد و با اتحاد با خراجگزار سابق آشور یعنی مصر تقویت شد، به مدت سه سال در آخرین تلاش برای مقاومت در برابر حمله مادها و بابلی‌ها در قلمرو خود حکومت کرد.

## پیش زمینه
در نیمه اول قرن هفتم پ. م، امپراتوری آشوری نو، در اوج قدرت خود بود و کل هلال حاصلخیز را کنترل می‌کرد و توانست با قدرت مصر را تصرف کند. با این حال، هنگامی که آشوربانی‌پال پادشاه آشور در سال ۶۳۱ پ. م به مرگ طبیعی درگذشت، پسر و جانشین او آشور-اتیل-ایلنی با مخالفت و ناآرامی روبرو شد، این یک اتفاق عادی در تاریخ آشور بود. یک مقام آشوری به نام نبو-ریتو-آشور (Nabu-rihtu-usur) تلاش کرد تا با کمک مقام دیگری بنام سین-شار-ایبنی (Sin-shar-ibni) تاج و تخت آشور را غصب کند، اما پادشاه، احتمالاً با کمک سین-شومو-لیشیر، نبو-ریتو-آشور را متوقف کرده و این توطئه را به سرعت سرکوب می‌کنند. با این حال، ممکن است برخی از حاکمان تابع آشور تصور کرده که حکومت آشور ضعیف شده و از این فرصت استفاده کرده‌اند تا خود کنترل آشور به دست گرفته و حتی به مواضع آشور حمله کنند. در ۶۲۸ پ. م، یوشیا، پادشاه پادشاهی یهودا در شام، سرزمین خود را به گونه‌ای گسترش داد که به ساحل برسد، شهر اشدود را تصرف کرده و برخی از افراد خود را در آنجا ساکن کرد. سرانجام آشور-اتیل-ایلنی نامشخص است، اما غالباً بدون هیچ مدرک مستدل فرض می‌شود که برادر آشور-اتیل-ایلنی یعنی سین-شر-ایشکون، با او برای سلطنت جنگیده و در نهایت در اواسط سال ۶۲۷ پ. م به سلطنت رسید. تقریباً در همان زمان، پادشاه بابلی دست‌نشانده آشور، کندلانو، درگذشت که منجر شد سین-شر-ایشکون به حاکم بابل نیز تبدیل شود، کتیبه‌های او در شهرستان‌های جنوبی مانند نیپور، ثابت اوروک، سیپار و بابل موجود است.

## دوره جنگ

### ظهور بابل
حکومت سین-شار-ایشکون بر بابل زیاد دوام نیاورد، زیرا تقریباً بلافاصله پس از به سلطنت رسیدن وی، یک فرمانده آشوری به نام سین-شومو-لیشیر دست به شورش زد. سین شومو لیشیر یک شخصیت کلیدی در دوران آشور-اتیل-ایلنی بود که چندین شورش را سرکوب کرد و احتمالاً رهبر واقعی کشور بود. شاه جدید ممکن بود موقعیت او را به خطر بیندازد، بنابراین برای به دست گرفتن قدرت برای خود قیام کرد. سین شومو لیشیر برخی از شهرهای شمال بابل، از جمله نیپور و خود بابل را تصرف کرد و پیش از شکست توسط سین شار ایشکون، سه ماه در آنجا حکومت کرد.
نابوپولاسار احتمالاً با استفاده از بی‌ثباتی سیاسی ناشی از شورش قبلی و سلطنت مداوم در جنوب، به نیپور و بابل حمله کرد. پادشاه بابل در تاریخ بیست و دوم یا بیست و سوم نوامبر ۶۲۶ قبل از میلاد، بازگرداندن بابل به عنوان یک پادشاهی مستقل حکومت کرد.
در تاریخ ۶۲۵ تا ۶۲۳ پیش از میلاد، نیروهای سین-شار-ایشکون دوباره تلاش کردند نابوپولاسار را شکست دهند و در شمال بابل لشکرکشی کردند. لشکرکشی‌های آشور در ابتدا موفقیت‌آمیز بود و شهر سیپار را در سال ۶۲۵ قبل از میلاد تصرف کرده و تلاش نابوپولاسار برای تسخیر مجدد نیپور را دفع کردند. یکی دیگر از سرزمین‌های تابع آشور به نام ایلام نیز در این زمان خراج به آشور را پرداخت نکرد و چندین شهر بابلی نیز قیام کردند و به نابوپولاسار پیوستند. سین-شار-ایشکون با درک خطری که این امر ایجاد می‌کرد، خود یک ضدحمله گسترده را رهبری کرد که شاهد بازپس‌گیری موفقیت‌آمیز اوروک در سال ۶۲۳ قبل از میلاد بود. سین-شار-ایشکون احتمالاً می‌توانست در نهایت پیروز شود، اما شورش دیگری به رهبری یک فرمانده آشوری دیگر در استان‌های غربی امپراتوری در سال ۶۲۲ قبل از میلاد رخ داد. این فرمانده که نامش ناشناخته مانده است از غیبت نیروهای سین-شار-ایشکون برای لشکرکشی به نینوا استفاده کرد، با لشکری روبرو شد که بدون جنگ تسلیم شد و با موفقیت تاج و تخت آشور را تصرف کرد. تسلیم ارتش نشان می‌دهد که غاصب یک آشوری و احتمالاً یکی از اعضای خاندان سلطنتی یا حداقل شخصی است که به عنوان پادشاه قابل قبول باشد. سپس سین-شار-ایشکون کارزار بابلی خود را برای شکست غاصب رها کرد و این وظیفه را پس از تقریباً صد روز جنگ داخلی به انجام رساند. با این حال، غیبت ارتش آشوری باعث شد که بابلی‌ها آخرین پاسگاه‌های باقیمانده آشور در بابل را در سال‌های ۶۲۲–۶۲۰ قبل از میلاد فتح کنند. بابلی‌ها چندین پیروزی دیگر را در برابر آشوری‌ها به دست آوردند و تا سال ۶۱۶ قبل از میلاد، نیروهای نابوپولاسار تا خابور رسیدند. فرعون پسامتیک یکم، متحد آشور، نیروهای خود را برای کمک به سین-شار-ایشکون به راه انداخت. فرعون مصر در چند سال گذشته به منظور ایجاد تسلط بر دولت شهرهای کوچک شام مبارزاتی انجام داده بود و به نفع او بود که آشور به عنوان یک دولت حائل بین امپراتوری خود و امپراتوری بابلی‌ها و مادها در شرق فرات زنده بماند. لشکرکشی مشترک مصر و آشوری برای تصرف شهر گابلینو در اکتبر ۶۱۶ قبل از میلاد انجام شد، اما با شکست پایان یافت، پس از آن متحدان مصری در غرب فرات باقی ماندند و فقط حمایت محدودی ارائه کردند. در سال ۶۱۶ قبل از میلاد، بابلی‌ها نیروهای آشوری را در آرافا شکست دادند و آنها را به زاب کوچک عقب راندند. نابوپولاسار نتوانست آشور، مرکز تشریفاتی و مذهبی آشور را در ماه مه سال بعد تصرف کند و او را مجبور به عقب‌نشینی به تکریت کرد، اما آشوری‌ها نتوانستند تکریت را تصرف کرده و به شورش او پایان دهند.

### مداخله ماد
در اکتبر یا نوامبر سال ۶۱۵ پیش از میلاد، مادها به رهبری هووخشتره به آشور حمله کردند و منطقه اطراف شهر آرافا را تسخیر کردند تا برای لشکرکشی بزرگ نهایی علیه آشوریان آماده شوند. در همان سال، آن‌ها سین-شار-ایشکون را در نبرد تاربیسو شکست دادند و در سال ۶۱۴ قبل از میلاد، آشور را فتح کردند، شهر را غارت کردند و بسیاری از ساکنان آن را کشتند. نابوپولاسار تنها پس از آغاز غارت به آشور رسید و با هووخشتره ملاقات کرد، با او متحد شد، پیمانی ضد آشوری امضا کرد و نبوکدنصر، پسر نابوپولسار با دختر پادشاه ماد به نام آمیتیس ازدواج کرد. اندکی بعد، سین-شار-ایشکون آخرین تلاش خود را برای ضدحمله انجام داد و برای نجات شهر محاصره شده راهیلو شتافت، اما ارتش نابوپولاسار قبل از وقوع نبرد عقب‌نشینی کرده بود. در سال ۶۱۲ قبل از میلاد، مادها و بابلیان به نیروهای خود ملحق شدند تا نینوا را محاصره کنند و شهر را پس از یک محاصره طولانی و وحشیانه به تصرف خود درآوردند و مادها نقش مهمی در سقوط شهر داشتند. اگرچه سرنوشت سین-شار-ایشکون کاملاً مشخص نیست، اما عموماً پذیرفته شده است که او در دفاع از نینوا درگذشت. پس از ویرانی آشور در سال ۶۱۴ قبل از میلاد، تاجگذاری سنتی آشوری غیرممکن بود، بنابراین، آشور-اوبالیت دوم در حران تاجگذاری کرد و پایتخت جدیدش شد. در حالی که بابلی‌ها او را پادشاه آشور می‌دانستند، تعداد معدودی از رعایای باقی‌مانده که آشور-اوبالیت دوم بر آنها حکومت می‌کرد، احتمالاً با این دیدگاه موافق نبودند و عنوان رسمی او به عنوان ولیعهد (mar šarri، به معنای واقعی کلمه به معنای «پسر پادشاه») باقی ماند. با این حال، پادشاه نبودن آشور-اوبالیت به‌طور رسمی نشان نمی‌دهد که ادعای او بر تاج و تخت به چالش کشیده شده است، تنها این که او هنوز مراسم سنتی را طی نکرده است. هدف اصلی آشور-اوبالیت بازپس‌گیری قلب آشور، از جمله آشور و نینوا بود. با تقویت نیروهای متحدانش، مصر و ماننا، این جاه‌طلبی کاملاً ممکن بود، و حکومت موقت او از حران به عنوان ولیعهد، به جای تاجگذاری مشروع پادشاه، ممکن است بیشتر شبیه یک شرایط موقت به نظر برسد. در عوض، حکومت آشور-اوبالیت در حران، سال‌های پایانی دولت آشور را تشکیل می‌دهد، که در این مرحله، عملاً به عنوان یک امپراتوری وجود نداشت. پس از اینکه خود نابوپولاسار در سال ۶۱۰ قبل از میلاد به قلب آشور که اخیراً فتح شده بود سفر کرد تا ثبات را تضمین کند، ارتش ماد-بابلی در نوامبر ۶۱۰ قبل از میلاد لشکرکشی به حران را آغاز کرد. آشور-اوبالیت و گروهی از نیروهای کمکی مصری که از نزدیک شدن ارتش ماد و بابلی ترسیده بودند، از شهر به بیابان‌های سوریه گریختند. محاصره حران از زمستان سال ۶۱۰ قبل از میلاد تا اوایل سال ۶۰۹ قبل از میلاد ادامه یافت و شهر در نهایت تسلیم شد. شکست آشور-اوبالیت در حران پایانی برای سلطنت آشور باستانی است که هرگز بازسازی نخواهد شد. پس از اینکه بابلی‌ها به مدت سه ماه بر حران حکومت کردند، آشور-اوبالیت به همراه نیروی زیادی از سربازان مصری تلاش کردند تا شهر را پس بگیرند و در ژوئن یا ژوئیه ۶۰۹ قبل از میلاد محاصره کردند. محاصره او حداکثر دو ماه، تا اوت یا سپتامبر به طول انجامید، قبل از اینکه نابوپولاسار مجبور به عقب‌نشینی شود. آن‌ها ممکن است حتی زودتر عقب‌نشینی کرده باشند.